# Ruby Andrews
Ruby Andrews (* 12. März 1947 als Ruby M. Stackhouse in Hollandale (Mississippi), Vereinigte Staaten) ist eine US-amerikanische Soulsängerin. Zu ihren bekannteren Liedern gehören Casonova (Your Playing Days Are Over) (1967), You Made A Believer (Out Of Me) (1969) und Everybody Saw You (1970).

## Leben
Ruby Andrews, die als Ruby M. Stackhouse am 12. März 1947 in Hollandale (Mississippi) in den Vereinigten Staaten geboren wurde, zog etwa 1953 nach Chicago und besuchte die dortige Hyde Park Academy High School. Während ihres Abschlussjahrs begann sie in der Gesangsgruppe The Vondells zu singen. Andrews gab ihr Debüt beim Label Kelmac und nahm mit den Vondells auf; die Platte wurde jedoch unter ihrem Künstlernamen Ruby Stackhouse veröffentlicht.
Ihre dritte Veröffentlichung auf Kelmac, Casonova (Your Playing Days Are Over), aus dem Jahr 1967 war ihr größter Erfolg. Der Crossover-Hit erreichte Platz 9 in den R&B-Charts und Platz 51 in den Pop-Charts. Er wurde von Joshie Jo Armstead mitgeschrieben und produziert und hatte einen typischen Chicago-Stil im mittleren Tempo, aufgenommen und arrangiert wurde er jedoch von Mike Terry in Detroit. Einige spätere Neuauflagen des Titels verwendeten die (historisch korrekte) Schreibweise Casanova. Weitere Veröffentlichungen folgten, darunter You Can Run (But You Can't Hide), You Made a Believer (Out of Me) (Platz 18 in den R&B-Charts und Platz 96 in den Pop-Charts 1969), Everybody Saw You (Platz 34 R&B im Jahr 1970) und You Ole Boo You. Andrews’ Veröffentlichungen auf Zodiac Records wurden vom Team Fred Bridges, Robert Eaton und Richard Knight produziert und geschrieben, die auch als Gesangsgruppe Brothers Of Soul auftraten. Später nahm die Sängerin einige bluesige Stücke für Ichiban Records auf, produziert von Swamp Dogg.
Im Mai 2019 hatte sie einen ihrer wenigen Auftritte in Deutschland beim Baltic Soul Weekender #13.

## Diskografie

### Singles
- 1967: Casonova (Your Playing Days Are Over)
- 1968: Hey Boy Take A Chance On Love
- 1968: The Love I Need
- 1969: You Made A Believer (Out Of Me)
- 1970: Everybody Saw You
- 1970: Can You Get Away
- 1971: You Ole Boo Boo You

### Alben
- 1970: Everybody Saw You
- 1972: Black Ruby
- 1977: Genuine Ruby
- 1991: Kiss This
- 1993: Ruby
- 1998: Hip Shakin Mama